# 검은문착
검은문착(Muntiacus crinifrons)은 중국 남동부에 서식하는 문착의 일종이다. 저장성과 안후이, 장시, 푸젠성에서 발견된다. 멸종 위기종으로 간주되며, 넓은 지역에 5000~10,000마리가 분포되어 산다.